# Jasuhito Endo
Jasuhito Endo (japonsko 遠藤 保仁), japonski nogometaš, 28. januar 1980, Kagošima, Japonska.
Za japonsko reprezentanco je odigral 152 uradnih tekem in dosegel 15 golov.